# Miguel Moreno Cachinero
Miguel Moreno Cachinero (Villanueva de Córdoba, 1940) es un exdirector deportivo de ciclismo español. Ejerció desde 1970, en que debutó como director del equipo La Casera-Peña Bahamontes, hasta 2004, cuando dirigió al Costa de Almería-Paternina.

## Trayectoria
Miguel Moreno comenzó su trayectoria como director deportivo en el equipo La Casera-Peña Bahamontes, donde Federico Martín Bahamontes, cuya peña ciclista daba nombre al equipo, ejercía como gerente general.
De 1977 a 1979 dirigió al equipo Teka, uno de los equipos punteros del pelotón español. Acuñó después una acreditada fama de obtener excelentes resultados con equipos de bajo presupuesto, especialmente durante su época en el Chocolates Hueso y su sucesor, el Lotus-Zahor.
Durante el Tour de Francia 1998 se vio involucrado como asistente-mánager del equipo en el caso Festina, una operación contra el dopaje en la que fue desarticulada una red dirigida por el director, el médico y el masajista del equipo. Moreno fue citado como testigo, y declaró que se trataba de prácticas generalizadas en el mundo del ciclismo, añadiendo que «el patrón del Festina podía estar perfectamente informado de lo que pasaba dentro del equipo». Tras este escándalo, Moreno abandonó la disciplina de Festina, pasando a dirigir al Amica Chips-Tacconi Sport, y después a la escisión de éste, el Jazztel-Costa de Almería, que dirigiría hasta su retirada.
En el Costa de Almería promocionó a jóvenes corredores que llegaban de aficionados y darían el salto a equipos de superior entidad, como José Antonio Pecharromán, Carlos Torrent y Paco Lara.
Tras 37 temporadas consecutivas al frente de diversos equipos, en 2004 finalizó su trayectoria como director. Durante su carrera dirigió a ciclistas como Joaquim Agostinho, Miguel Mari Lasa, Agustín Tamames, Juan Fernández, Sean Kelly, Richard Virenque y Eugeni Berzin. Participó doce veces en el Tour de Francia como director deportivo.